# Badara (ort i Burkina Faso)
Badara är en ort i Burkina Faso.   Den ligger i regionen Cascades, i den sydvästra delen av landet, 400 kilometer sydväst om huvudstaden Ouagadougou. Badara ligger 303 meter över havet och antalet invånare är 331.
Terrängen runt Badara är platt. Närmaste större samhälle är Soubakaniédougou, 7,3 kilometer öster om Badara. 
Omgivningarna runt Badara är en mosaik av jordbruksmark och naturlig växtlighet. Runt Badara är det ganska glesbefolkat, med 24 invånare per kvadratkilometer.